# Edesio Yáñez Gómez
Edesio Yáñez Gómez (Xares, 1946) es un empresario y político español del PPdeG.

## Trayectoria
Tras doce años como concejal, en las elecciones municipales de 2003 lideró la candidatura del PPdeG a la alcaldía de La Vega y resultó elegido alcalde por mayoría absoluta.
En las municipales de 2007 perdió la alcaldía en favor del socialista Fernando Fernández Yáñez que contó con el apoyo de los independientes de AEIVE. 
En noviembre de 2009 presentó una moción de censura con el apoyo de los dos concejales de AEIVE y fue reelegido alcalde.
En las elecciones municipales de 2011 fue reelegido alcalde por mayoría absoluta.
| Predecesor: Vicente García Carrasco  | Alcalde da Veiga 2003 - 2007 | Sucesor: Fernando Fernández Yáñez |
| Predecesor: Fernando Fernández Yáñez | Alcalde da Veiga 2009 - 2015 | Sucesor: Juan Anta Rodríguez      |